# Egeirotrioza gegechkorii
Egeirotrioza gegechkorii är en insektsart som beskrevs av Loginova 1876. Egeirotrioza gegechkorii ingår i släktet Egeirotrioza och familjen spetsbladloppor. Inga underarter finns listade i Catalogue of Life.